# 銼頭平鮋
銼頭平鮋，為輻鰭魚綱鮋形目鮋亞目平鮋科的其中一種，為亞熱帶海水魚，分布於東太平洋阿拉斯加至墨西哥下加利福尼亞北部海域，棲息深度15-549公尺，體長可達104公分，棲息在岩礁區底層水域，以魚類及甲殼類為食，卵胎生，生活習性不明，可做為食用魚及觀賞魚。